# 7353 Kazuya
7353 Kazuya (1995 AC1) là một tiểu hành tinh vành đai chính được phát hiện ngày 6 tháng 1 năm 1995 bởi M. Hirasawa và S. Suzuki ở Nyukasa.